# Sportlust Zittau
Sportlust Zittau (celým názvem: Fußballclub Sportlust Zittau) byl německý fotbalový klub, který sídlil v saském městě Zittau. Založen byl v roce 1909 pod názvem Zittauer BK 09. Svůj poslední název nesl od roku 1912. Zanikl po ukončení druhé světové války, poté co byla všechna dřívější sportovní sdružení v sovětské okupační zóně zrušena. Nástupcem fotbalové činnosti ve městě se stalo mužstvo SG Zittau (pozdější VfB).
Největším úspěchem klubu byla jednoroční účast v Gaulize Sachsen, jedné ze skupin tehdejší nejvyšší fotbalové soutěže na území Německa.

## Historické názvy
Zdroj: 
- 1909 – Zittauer BK 09 (Zittauer Ballspielklub 1909)
- 1912 – FC Sportlust Zittau (Fußballclub Sportlust Zittau)
- 1945 – zánik

## Umístění v jednotlivých sezonách
Stručný přehled
Zdroj: 
- 1942–1943: Gauliga Sachsen
- 1943–1944: Bezirksliga Sachsen

Jednotlivé ročníky
Zdroj: 
Legenda: Z - zápasy, V - výhry, R - remízy, P - porážky, VG - vstřelené góly, OG - obdržené góly, +/- - rozdíl skóre, B - body, červené podbarvení - sestup, zelené podbarvení - postup, fialové podbarvení - reorganizace, změna skupiny či soutěže
| Velkoněmecká říše (1942 – 1944) |                     |        |     |     |     |     |     |     |      |     |        |
| Sezóny                          | Liga                | Úroveň | Z   | V   | R   | P   | VG  | OG  | +/-  | B   | Pozice |
| 1942/43                         | Gauliga Sachsen     | 1      | 18  | 1   | 0   | 17  | 21  | 123 | -102 | 2   | 10.    |
| 1943/44                         | Bezirksliga Sachsen | 2      | ... | ... | ... | ... | ... | ... | ...  | ... |        |